# Jakub Pešek
Jakub Pešek (Chrudim, 24 de junio de 1993) es un futbolista checo que juega en la demarcación de extremo para el Wieczysta Kraków de la I Liga de Polonia.

## Selección nacional
Hizo su debut con la selección de fútbol de República Checa el 7 de septiembre de 2020 en un partido de la Liga de Naciones de la UEFA contra Escocia que finalizó con un resultado de 1-2 a favor del combinado escocés tras los goles de Lyndon Dykes, y de Ryan Christie para Escocia, y del propio Pešek para la República Checa.

### Goles internacionales
| # | Fecha                   | Estadio                                  | Oponente | Gol | Resultado | Competición                         |
| - | ----------------------- | ---------------------------------------- | -------- | --- | --------- | ----------------------------------- |
| 1 | 7 de septiembre de 2020 | Andrův stadion, Olomouc, República Checa | Escocia  | 1-0 | 1–2       | Liga de Naciones de la UEFA 2020-21 |
| 2 | 8 de octubre de 2021    | Sinobo Stadium, Praga, República Checa   | Gales    | 1-1 | 2–2       | Clasificación para el Mundial 2022  |
| 3 | 11 de noviembre de 2021 | Andrův stadion, Olomouc, República Checa | Kuwait   | 2-0 | 7–0       | Amistoso                            |
| 4 | 11 de noviembre de 2021 | Andrův stadion, Olomouc, República Checa | Kuwait   | 3-0 | 7–0       | Amistoso                            |
| 5 | 5 de junio de 2022      | Sinobo Stadium, Praga, República Checa   | España   | 1-0 | 2–2       | Liga de Naciones de la UEFA 2022-23 |

## Clubes
| Club                          | País            | Año       | Partidos | Goles |
| ----------------------------- | --------------- | --------- | -------- | ----- |
| A. C. Sparta Praga            | República Checa | 2014-2015 | 3        | 0     |
| S. K. Dynamo České Budějovice | República Checa | 2015-2018 | 95       | 12    |
| F. C. Slovan Liberec          | República Checa | 2018-2021 | 112      | 19    |
| A. C. Sparta Praga            | República Checa | 2021-2025 | 91       | 12    |
| Wieczysta Kraków              | Polonia         | 2025-     | 12       | 0     |

## Palmarés

### Títulos nacionales
| Título                               | Club               | País            | Año  |
| ------------------------------------ | ------------------ | --------------- | ---- |
| Liga de Fútbol de la República Checa | A. C. Sparta Praga | República Checa | 2023 |
| Liga de Fútbol de la República Checa | A. C. Sparta Praga | República Checa | 2024 |
| Copa de la República Checa           | A. C. Sparta Praga | República Checa | 2024 |